# 里卡多·米莱迪
里卡多·米莱迪-道（西班牙語：Ricardo Miledi y Dau，1927年9月15日—2017年12月18日）是墨西哥神经生物学家。

## 生平
里卡多·米莱迪于1927年9月15日出生于墨西哥，1955年获得墨西哥国立自治大学的医学士学位。毕业后他在澳大利亚堪培拉等地工作，和知名科学家约翰·卡鲁·埃克尔斯和伯纳德·卡茨曾是研究伙伴关系。他当时的主要研究内容是Ca2+在神经递质释放过程中的作用。之后，他主要知名于对神经元与突触的研究。这些成果为现代神经科学的建立铺平了道路。他也为提高墨西哥国民的器官捐献率做出了巨大贡献。
自1984年以来，他一直担任加州大學爾灣分校生命科学系神经生物学和行为学教授。2017年12月18日，他在美国加利福尼亚州爾灣市去世，享年90岁。

## 荣誉

### 奖章
- 1988年：费萨尔国王国际奖（英语：King Faisal International Prize）科学奖[6]
- 1998年：英国皇家学会皇家獎章[7]
- 1999年：阿斯图里亚斯亲王奖科学技术奖[8]
- 2001年：TWAS生物学奖[9]

### 称号
- 1970年：英国皇家学会外籍会员[7]
- 1974年：欧洲分子生物学组织会员[10]
- 1983年：第三世界科学院创始会员[9]
- 1986年：美国文理科学院院士[11]
- 1989年：美国国家科学院院士[12]
- 1995年：美國科學促進會会员[2]

### 名誉学位
- 1992年：西班牙巴斯克大学荣誉博士[13]
- 2000年：意大利的里雅斯特大学荣誉博士[13]
- 2000年：墨西哥奇瓦瓦自治大学荣誉博士[13]
- 2002年：墨西哥克雷塔罗自治大学荣誉博士[13]